# برج مسینیاگا
منارهٔ مسینیاگا (آی.بی. ام) Menara Mesiniaga- IBM tower در مالزی از سال ۱۹۸۹ تا ۱۹۹۲، طراحی و ساخته شد. این ساختمان توسط "کن یینگ Ken Yeang" یکی از چهره‌های کلیدی طراحی ساختمان‌های مرتفع سازگار با محیط زیست، طراحی شده‌است. در ساخت این برج، به جای خودنمایی درونگرا و دیکتاتور مآبانهٔ یک شرکت بزرگ چند ملیتی، از بیان چشم‌نواز و تنومند نوعی تکنولوژی نو ظهور، استفاده شده‌است. این بنا به سه بخش کلی تقسیم می‌شود؛ طبقه همکف که بستری سبز و پوشیده از گیاهان است؛ ده طبقه دایره‌ای شکل برای دفاتر، که هرکدام برخوردار از یک باغچه بر روی بالکن هستند، و یک تاج بر روی برج با سقفی خورشیدی، که استخری زیر قوس آن قراردارد.
مهم‌ترین ابزاری که یینگ Yeang، به منظور صرفه جویی در مصرف انرژی از آن استفاده می‌کند، دو حیاط معلق سبز است که به دور ساختمان پیچیده و بالا می‌روند و باعث ایجاد سایه و تضاد بصری بین سطوح فلزی و آلومینیومی می‌شوند. دومین ابزار، قابی از بتن مسطح است که از صفحه‌های خورشیدی و دیواره‌های جداکننده ساخته شده‌است و پوششی از ترکیب شیشه و فلز دارد، که با پایه‌ای شیب دار و تاجی فلزی برجستگی می‌یابد و تصویر معماری «های تک» اولیه‌ای که از این ساختمان در ذهن بیننده شکل می‌گیرد را هر چه طبیعی تر می‌سازد. این برج در گسترهٔ محل استقرار خود، به یک نشانه بدل شده‌است و زمین‌های اطراف آن با وجود این برج، اهمیت و ارزش و اعتبار فراوانی یافته‌اند. کن یینگ Ken Yeang در سال ۱۹۹۹ جایزهٔ آقاخان را به خاطر طراحی منارهٔ مسینیاگا Menara Mesiniaga به خود اختصاص داد.

## تاریخچه
این برج با فناوری بالا در ساخت و ساز در فوصال سال‌های ۱۸۸۹ تا ۱۹۹۲ ساخته شد. معمار این برج یینگ به دلیل توجه به اصول طراحی زیستی آب و و هوا موفق به دریافت جایزه معماری آقاخان در سال ۱۹۹۵ شد.